# Moralische Unmöglichkeit
Unter moralischer Unmöglichkeit, auch persönliche Unmöglichkeit wird in der Rechtswissenschaft die in § 275 Abs. 3 BGB normierte Unzumutbarkeit der Leistungserbringung für den Schuldner aus persönlichen Gründen verstanden.
Dabei sind stets das Leistungsinteresse des Gläubigers und das (persönliche) Leistungshindernis des Schuldners gegeneinander abzuwägen und festzustellen, ob das Interesse des Schuldners das Leistungsinteresse des Gläubigers so stark überwiegt, dass eine Unzumutbarkeit für den Schuldner anzunehmen ist.
Schulbeispiel: Die Ehefrau des Startenors erkrankt einen Tag vor dessen Auftritt lebensbedrohlich.